# Fürstliche Mittelmühle
Die Fürstliche Mittelmühle in Detmold ist eine ehemalige Wassermühle und heute Teil des Lippischen Landesmuseums. Das Gebäude ist seit dem 17. Mai 1985 als Baudenkmal eingetragen.

## Geschichte und Architektur
Bereits im Jahr 1420 wird am Standort am Knochenbach eine Mühle urkundlich erwähnt. Auf einem Kupferstich von Matthäus Merian aus dem Jahr 1647 ist die Mühle abgebildet.
Seit dem 16. Jahrhundert war die Mühle landesherrlich. Im ausgehenden 18. Jahrhundert hatte sie fünf Wasserräder, eine Ölmühle, eine Knochenmühle, eine Bokemühle und ein Silberblechwalzwerk.
Das Gebäude in seiner heutigen Form wurde in den Jahren 1826 bis 1828 durch den Landbaumeister Johann Theodor von Natorp errichtet. Es handelt sich um einen traufständigen, verputzten Bruchsteinbau mit zwei Geschossen und Krüppelwalmdach. Zur Ameide hat das Bauwerk neun Fensterachsen und mittig eine bauzeitliche Tür mit Portalrahmen aus Werkstein.
Die 1798 am südlichen Giebel angebaute Fachwerk-Mühlenscheune musste 1964 wegen Baufälligkeit abgerissen werden. Auch der Mühle drohte Ende der 1960er Jahre der Abbruch, sie sollte einem Parkplatz weichen. Dem Abbruch entgegen stellte sich aber der Landeskonservator Westfalen-Lippes. Der Landesverband Lippe erwarb das Gebäude 1970 von der Stadt und sanierte es für das Landesmuseum. Hier wurde 1973/74 die naturhistorische Abteilung eingerichtet.